# برنارد کتس
سِر برنارد کتس (۲۶ مارس ۱۹۱۱ - ۲۰ آوریل ۲۰۰۳) زیست‌فیزیکشناس زادهٔ آلمان بود که به‌خاطر کار روی زیست‌شیمی عصب محیطی شناخته شده است. وی در سال ۱۹۷۰ به‌همراه اولف اویلر و ژولیوس آکسلرود برنده جایزه نوبل فیزیولوژی و پزشکی شد.